# Aristogíton d'Atenes
Aristogíton (en grec antic: Ἀριστογείτων -ονος 'Aristogeíton') (segle iv aC) va ser un orador i polític atenenc adversari de Demòstenes i de Deinarc d'Atenes.
Era fill d'Escídim, que havia mort a la presó per deutes. El fill va heretar el deute i va ser empresonat per un temps. Com a orador era un demagog vehement, conegut com «el gos». Demòstenes el va acusar diverses vegades i sempre es va defensar ell mateix. Va ser portat a judici després de la batalla de Queronea per una falsa acusació. Pels discursos de Demòstenes sabem que va ser iniciat com a fetiller en els secrets dels verins i dels encantaments per una esclava de Teòrida de Lemnos, amb la que es va casar i va tenir dos fills. Demòstenes l'acusava de confeccionar sortilegis, abusar de la gent i pretendre curar l'epilèpsia. Va morir empresonat.